# Jeong Kwang-seok
Jeong Kwang-seok (정광석?, 鄭光錫?; 1º dicembre 1970) è un ex calciatore sudcoreano, di ruolo difensore.